# Tadeusz Stefański
Tadeusz Stefański (ur. 22 marca 1950 w Jastrzębnikach) – polski inżynier, nauczyciel akademicki, w latach 2002–2008 dziekan Wydziału Elektrotechniki, Automatyki i Informatyki Politechniki Świętokrzyskiej.

## Życiorys
Absolwent Lotniczych Zakładów Naukowych we Wrocławiu. W 1974 ukończył studia z zakresu automatyki na Akademii Górniczo-Hutniczej w Krakowie. Doktoryzował się w 1979 na uczelni macierzystej na podstawie pracy Zagadnienie syntezy dyskretnego, adaptacyjnego układu sterowania samolotu w kanale podłużnym. Stopień doktora habilitowanego uzyskał w 1997 na Politechnice Łódzkiej w oparciu o rozprawę pt. Synteza adaptacyjnych algorytmów sterowania momentem falownikowego napędu samochodu elektrycznego z silnikiem indukcyjnym.
Od 1974 do 1980 zatrudniony był w Wytwórni Sprzętu Komunikacyjnego „PZL–Mielec”, m.in. na stanowisku kierownika sekcji automatyki lotniczej (1979–1980). W 1980 podjął pracę na Politechnice Świętokrzyskiej, w 1998 objął stanowisko profesora nadzwyczajnego. W latach 1985–1991 był zastępcą dyrektora Instytutu Automatyki PŚk. Od 1999 do 2002 pełnił funkcję prodziekana Wydziału Elektrotechniki, Automatyki i Informatyki, natomiast w latach 2002–2008 był dziekanem tego wydziału. Na PŚk kierował również m.in. Katedrą Systemów Sterowania i Zarządzania.
Specjalizuje się w teorii sterowania i identyfikacji systemów. Jest współautorem publikacji w „Przeglądzie Elektrotechnicznym” oraz autorem kilkukrotnie wznawianego skryptu pt. Teoria sterowania (t. 1 i 2). Odznaczony Złotym Krzyżem Zasługi (2002) oraz Medalem Komisji Edukacji Narodowej (2001).